# Priscos
Priscos is een plaats (freguesia) in de Portugese gemeente Braga en telt 1 301 inwoners (2001).